# Hypocaccus vernulus
Hypocaccus vernulus är en skalbaggsart som först beskrevs av Blackburn 1903.  Hypocaccus vernulus ingår i släktet Hypocaccus och familjen stumpbaggar. Inga underarter finns listade i Catalogue of Life.